# Grotta del Cane

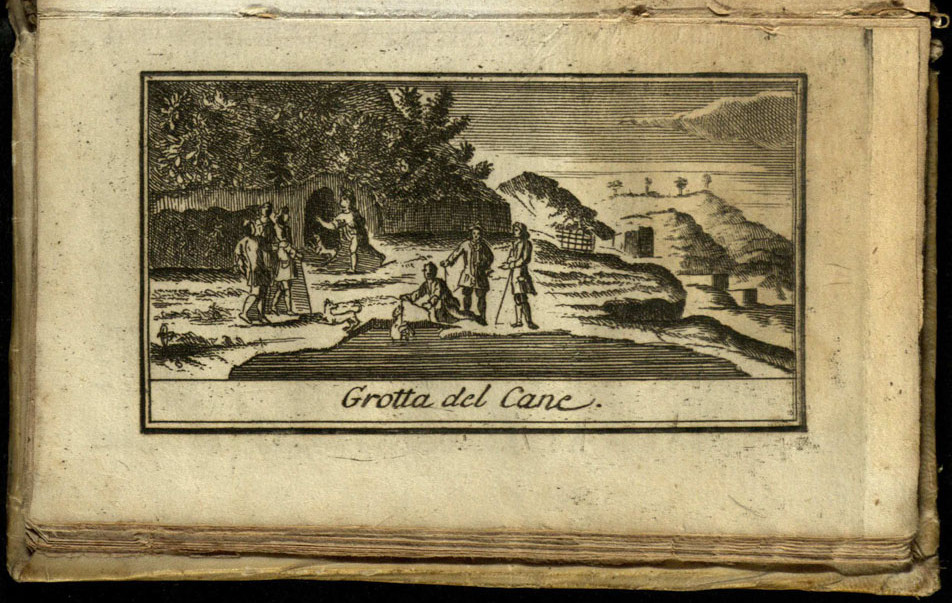
Grotta del Cane nei pressi del cratere di Agnano, Pompeo Sarnelli (1769)

A Grotta del Cane barlang, látványosság, Pozzuoli (Olaszország) közelében. Az olasz név azt jelenti: „Kutyabarlang”. Nevét annak a korábbi kegyetlen szokásnak köszönheti, hogy az idelátogatók kedvéért kutyákat küldtek be a barlangba. A kutyákat a barlangban található mofetta szén-dioxid szivárgása lassan megölte. Nápoly és Pozzuoli között, az Agnano kráter-tó szélén található.